# Hyrtios cavernosus
Hyrtios cavernosus är en svampdjursart som först beskrevs av Vacelet, Vasseur och Claude Lévi 1976.  Hyrtios cavernosus ingår i släktet Hyrtios och familjen Thorectidae. Inga underarter finns listade i Catalogue of Life.